# Sammy Watkins
Sammy Watkins (Fort Myers, Florida, Estados Unidos, 14 de junio de 1993) es un jugador profesional de fútbol americano de la National Football League que juega en el equipo de Baltimore Ravens en la posición de wide receiver con el número 11.

## Carrera deportiva
Sammy Watkins proviene de la Universidad Clemson y fue elegido en el Draft de la NFL de 2014, en la ronda número 1 con el puesto número 4 por el equipo Buffalo Bills.
Actualmente se encuentra en activo como jugador de Green Bay Packers. También ha jugado en el equipo Los Angeles Rams y los Kansas City Chiefs.

## Estadísticas generales
| Año   | Equipo | Juegos | Juegos | Recepciones | Recepciones | Recepciones | Recepciones | Recepciones | Recepciones | Acarreos | Acarreos | Acarreos | Acarreos | Acarreos | Acarreos | Balones sueltos |
| Año   | Equipo | GP     | GS     | Rec         | Yds         | Avg         | Long        | TD          | 1D          | Att      | Yds      | Avg      | Long     | TD       | 1D       | Balones sueltos |
| ----- | ------ | ------ | ------ | ----------- | ----------- | ----------- | ----------- | ----------- | ----------- | -------- | -------- | -------- | -------- | -------- | -------- | --------------- |
| 2014  | BUF    | 16     | 16     | 65          | 982         | 15.1        | 84          | 6           | 48          | 2        | 8        | 4.0      | 5        | 0        | 1        | 1               |
| 2015  | BUF    | 13     | 13     | 60          | 1,047       | 17.5        | 63          | 9           | 41          | 1        | 1        | 1.0      | 1        | 0        | 0        | 0               |
| 2016  | BUF    | 8      | 8      | 28          | 430         | 15.4        | 62          | 2           | 20          | --       | --       | --       | --       | --       | --       | 0               |
| 2017  | LAR    | 15     | 14     | 39          | 593         | 15.2        | 67          | 8           | 33          | --       | --       | --       | --       | --       | --       | 0               |
| 2018  | KC     | 10     | 9      | 40          | 519         | 13.0        | 50          | 3           | 30          | 5        | 52       | 10.4     | 31       | 0        | 2        | 1               |
| 2019  | KC     | 14     | 13     | 52          | 673         | 12.9        | 68          | 3           | 30          | 2        | 12       | 6.0      | 11       | 0        | 1        | 2               |
| 2020  | KC     | 10     | 9      | 37          | 421         | 11.4        | 37          | 2           | 27          | 1        | 3        | 3.0      | 3        | 0        | 0        | 1               |
| 2021  | BAL    | 13     | 9      | 27          | 394         | 14.6        | 49          | 1           | 17          | --       | --       | --       | --       | --       | --       | 1               |
| Total | Total  | 99     | 91     | 348         | 5059        | 14.5        | 84          | 34          | 240         | 11       | 76       | 6.9      | 31       | 0        | 4        | 6               |

Fuente: Pro-Football-Reference.com